# Franco Peppino
Franco Peppino (Benjamín Gould, Córdoba, Argentina, 16 de junio de 1982) es un exfutbolista argentino que jugaba como defensor. Actualmente trabaja de ayudante de campo en el Club Atlético Belgrano.

## Trayectoria

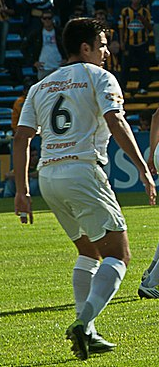
Peppino en Rosario Central, año 2013.

Surgido de las divisiones inferiores de Belgrano, fue capitán y referente del ascenso a Primera División en 2006, ocupando la posición de líbero en una línea de tres. Ya en la elite del fútbol argentino marcó dos goles: el primero ante Newell's Old Boys y el segundo -y más recordado- contra Boca Juniors, que le dio el triunfo a su equipo y truncó las chances de Boca de conseguir el campeonato. Belgrano no pudo consolidarse en la divisional y pasó a Tiburones Rojos de Veracruz de la Primera División de México.
En 2008 volvió a la Argentina para jugar en Racing Club y al año siguiente fichó por Arsenal. En 2010 fue traspasado aRosario Central, donde alternó en la zaga central con Nahuel Valentini y Diego Braghieri. Ese año no pudo demostrar sus capacidades, por lo que nunca tuvo la titularidad asegurada. En la temporada siguiente, con la llegada de Juan Antonio Pizzi como director técnico, Peppino quedó muy relegado en la consideración del entrenador y se convirtió en el cuarto defensor central del Canalla tras el regreso al club de dos históricos como Matías Lequi y Leonardo Talamonti. Como Talamonti no pudo participar en casi todo el torneo debido a lesiones, Valentini ocupó su lugar, cumpliendo con creces junto a Lequi. Peppino ocupó el banco de suplentes y fue siempre la primera alternativa de cambio en ese puesto. Rosario Central no logró el ascenso a Primera División y llegó como DT Miguel Ángel Russo, quien luego de evaluar al plantel ubicó a Peppino como titular junto a Nahuel Valentini. Ambos cumplieron un destacado papel, conformando una de las más solidas defensas del torneo, llegando al récord de más de 10 partidos con la valla invicta. Finalmente, Rosario Central logró el ansiado ascenso y Russo decidió mantener a Peppino en el plantel para la temporada venidera en Primera División.
Ya en 2014, fue fichado por Barcelona Sporting Club a préstamo por un año. En 2015 se incorporó al recién ascendido Sarmiento de Junín y luego jugó la temporada 2016/17 para Gimnasia y Esgrima (Jujuy) para luego firmar con Los Andes en 2018. En ese club decidió finalizar su carrera como futbolista profesional en 2021. 

## Estadísticas
| Belgrano Argentina                          |                     |               |     |   |   |   |  |     |     |      |      |
| 1ª                                          | 2000-01             | 1             | 0   |   |   |   |  | 1   | 0   | 0.00 |      |
| 1ª                                          | 2001-02             | 0             | 0   |   |   |   |  | 0   | 0   | 0.00 |      |
| 2ª                                          | 2002-03             | 30            | 0   |   |   |   |  | 30  | 0   | 0.00 |      |
| 2ª                                          | 2003-04             | 29            | 0   |   |   |   |  | 29  | 0   | 0.00 |      |
| 2ª                                          | 2004-05             | 33            | 1   |   |   |   |  | 33  | 1   | 0.03 |      |
| 2ª                                          | 2005-06             | 31            | 1   |   |   |   |  | 31  | 1   | 0.03 |      |
| 1ª                                          | 2006-07             | 36            | 3   |   |   |   |  | 36  | 3   | 0.08 |      |
| Total Belgrano                              | Total Belgrano      | 160           | 5   |   |   |   |  | 160 | 5   | 0.03 |      |
| Tiburones Rojos de Veracruz · México        |                     |               |     |   |   |   |  |     |     |      |      |
| 1ª                                          | 2007-08             | 32            | 1   |   |   |   |  | 32  | 1   | 0.03 |      |
| Total Veracruz                              | Total Veracruz      | 32            | 1   |   |   |   |  | 32  | 1   | 0.03 |      |
| Racing Argentina                            |                     |               |     |   |   |   |  |     |     |      |      |
| 1ª                                          | 2008-09             | 19            | 1   |   |   |   |  | 19  | 1   | 0.05 |      |
| Total Racing                                | Total Racing        | 19            | 1   |   |   |   |  | 19  | 1   | 0.05 |      |
| Arsenal Argentina                           |                     |               |     |   |   |   |  |     |     |      |      |
| 1ª                                          | 2009-10             | 22            | 0   |   |   |   |  | 22  | 0   | 0.00 |      |
| Total Arsenal                               | Total Arsenal       | 22            | 0   |   |   |   |  | 22  | 0   | 0.00 |      |
| Rosario Central Argentina                   |                     |               |     |   |   |   |  |     |     |      |      |
| 2ª                                          | 2010-11             | 16            | 0   |   |   |   |  | 16  | 0   | 0.00 |      |
| 2ª                                          | 2011-12             | 19            | 0   | 2 | 0 |   |  | 21  | 0   | 0.00 |      |
| 2ª                                          | 2012-13             | 34            | 0   |   |   |   |  | 34  | 0   | 0.00 |      |
| 1ª                                          | 2013-14             | 15            | 0   |   |   |   |  | 15  | 0   | 0.00 |      |
| Total R. Central                            | Total R. Central    | 84            | 0   | 2 | 0 |   |  | 86  | 0   | 0.00 |      |
| Barcelona · Ecuador                         |                     |               |     |   |   |   |  |     |     |      |      |
| 1ª                                          | 2013-14             | 9             | 0   |   |   |   |  | 9   | 0   | 0.00 |      |
| Total Barcelona                             | Total Barcelona     | 9             | 0   |   |   |   |  | 9   | 0   | 0.00 |      |
| Sarmiento (J) Argentina                     |                     |               |     |   |   |   |  |     |     |      |      |
| 1ª                                          | 2015-               | 10            | 1   |   |   |   |  | 10  | 1   | 0.10 |      |
| Total Sarmiento (J)                         | Total Sarmiento (J) | 10            | 1   |   |   |   |  | 10  | 1   | 0.10 |      |
| Total carrera                               | Total carrera       | Total carrera | 336 | 8 | 2 | 0 |  |     | 338 | 8    | 0.02 |
| (3) No incluye goles en partidos amistosos. |                     |               |     |   |   |   |  |     |     |      |      |

## Palmarés

### Campeonatos nacionales
| Título             | Club            | País      | Año  |
| ------------------ | --------------- | --------- | ---- |
| Primera B Nacional | Rosario Central | Argentina | 2013 |

- Datos: Q5249526
- Multimedia: Franco Peppino / Q5249526